# Polargap-Subglazialhochland
Das Polargap-Subglazialhochland umfasst eine 650 km lange und 500 km breite Region von unter dem Antarktischen Eisschild verborgenen Gebirgen an der Grenze zwischen dem westantarktischen Queen Elizabeth Land und dem ostantarktischen Coatsland. Ihre mittlere Höhe liegt bei 500 m, die höchsten Gipfel erreichen 1000 m und die tiefsten Täler liegen 300 m unter dem Meeresspiegel. Sie trennen zwei der größten Gletschersysteme Antarktikas, nämlich dasjenige des ostantarktischen Recovery-Gletschers vom gemeinsamen westantarktischen des Support-Force-Gletschers und des Foundation-Eisstroms. Die Grenzen der Highlands verlaufen zwischen dem Recovey-Gletscher und den Whichaway-Nunatakkern im Norden, einer Senke bei 87° südlicher Breite zwischen den Pensacola Mountains und dem geographischen Südpol sowie einer Reihe subglazialer Seen etwa bei 15° östlicher Breite im Osten.
Das UK Antarctic Place-Names Committee benannte das Subglazialhochland 2018. Namensgeber ist das PolarGAP-Projekt (2015–2016) der Europäischen Weltraumorganisation (ESA) zum Lückenschluss der gesamttopographischen Erfassung Antarktikas. 